# Abisara asoka
Abisara asoka är en fjärilsart som beskrevs av Bennett 1950. Abisara asoka ingår i släktet Abisara och familjen Riodinidae. Inga underarter finns listade i Catalogue of Life.